# Andrzej Szymonik
 Andrzej Roman Szymonik  (ur. 11 maja 1952 w Częstochowie) – generał brygady Wojska Polskiego, doktor nauk technicznych (2001); dowódca 15 Sieradzkiej Brygady Wsparcia Dowodzenia (1997–2004); doktor hab. nauk ekonomicznych (2008); profesor nauk społecznych (2018).

## Przebieg służby wojskowej
W 1971 rozpoczął studia w Wyższej Szkole Oficerskiej Wojsk Łączności w Zegrzu. W 1975 promowany na podporucznika. Ukończył studia w Akademii Wojsk Łączności w Moskwie. W latach 1984–1988 był szefem sztabu 14 pułku radioliniowo-kablowego w Strzegomiu. W 1988 w Sieradzu objął funkcję szefa sztabu w 15 Sieradzkiej Brygadzie Wsparcia Dowodzenia, a od 1997 do 2004 sprawował obowiązki dowódcy sieradzkiej jednostki łączności. W okresie służby w Sieradzu napisał i obronił w roku 2001 pracę doktorską. Prezydent RP Aleksander Kwaśniewski awansował go na generała brygady. W latach 2004–2007 był zastępcą dowódcy Garnizonu Warszawa, a następnie pełnił funkcję dyrektora Departamentu Nauki i Szkolnictwa Wyższego w Ministerstwie Obrony Narodowej. W 2008 uzyskał stopień doktora habilitowanego na Uniwersytecie Warszawskim. W latach 2009–2010 był wykładowcą w WAT w Warszawie. 28 stycznia 2010 w sali tradycji DWG został pożegnany w związku z zakończeniem służby wojskowej przez gen. Kazimierza Gilarskiego. Od roku 2009 pracuje na Politechnice Łódzkiej w Katedrze Zarządzania Produkcją i Logistyki na Wydziale Zarządzania i Inżynierii Produkcji. 25 kwietnia 2018
prezydent RP Andrzej Duda wręczył mu akt nominacyjny na stopień naukowy profesora nauk społecznych.

## Awanse[7]
- podporucznik – 1975
- porucznik – 1978
- kapitan – 1981
- major – 1985
- podpułkownik – 1990
- pułkownik – 1994
- generał brygady – 15 sierpnia 2003[4]

## Ordery, odznaczenia i wyróżnienia[7]
- Krzyż Kawalerski Orderu Odrodzenia Polski – 2018[6]
- Złoty Krzyż Zasługi
- Złoty Medal Siły Zbrojne w Służbie Ojczyzny
- Złoty Medal za Zasługi dla Obronności Kraju
- Złoty Medal za Zasługi dla LOK
- Złota Odznaka za Zasługi w Pracy Penitencjarnej
- Honorowa Odznaka Zasłużony dla Łączności
- Odznaka pamiątkowa 15 Sieradzkiej Brygadzie Wsparcia Dowodzenia – 1997 (ex officio)

i inne